# Deutsches Museum Bonn
Das Deutsche Museum Bonn ist eine im Bonner Ortsteil Plittersdorf gelegene Außenstelle des Deutschen Museums in München. Der Themenschwerpunkt war zunächst Forschung und Technik zu den Bereichen Biologie, Chemie, Medizintechnik, Luft- und Raumfahrt, Physik sowie Ökologie in Deutschland nach 1945, welcher anhand von etwa 100 Exponaten dargestellt wurde. Seit 2020 erfolgte eine schrittweise thematische Neuausrichtung auf das Thema Künstliche Intelligenz.
Leiterin ist seit 2001 Andrea Niehaus. Von 1999 bis 2000 war sie bereits stellvertretende, von 2000 bis 2001 kommissarische Leiterin. Ihr Vorgänger war Peter Frieß.

## Geschichte
Das Deutsche Museum Bonn wurde 1995 auf Anregung des Stifterverbands für die Deutsche Wissenschaft im Wissenschaftszentrum Bonn eröffnet. Der Bonner Stadtrat beschloss im Mai 2015, den Zuschuss der Stadt Bonn zu kürzen. Damit drohte dem Museum für 2017 die Schließung und der Bonner Museumsmeile der Verlust eines ihrer fünf Häuser. Im September 2015 wurde das Museum vom Deutschen Kulturrat auf die Rote Liste Kultur gesetzt und in die Kategorie 1 (von Schließung bedroht) eingestuft. Im Januar 2016 kündigte die Stadt Bonn den Vertrag für Anfang 2018.
In der Auseinandersetzung um sein Fortbestehen wird das Museum durch den Verein WISSENschaf(f)t Spaß – Förderverein für Bildung und Innovation im Rheinland e. V. unterstützt. Andrea Niehaus, die Leiterin des Museums, wurde 2017 für ihr Engagement zum Erhalt des Deutschen Museums Bonn mit dem Bröckemännche-Preis des Bonner Medienclubs ausgezeichnet.
Durch die Zusicherung der vom ehemaligen Haribo-Chef Hans Riegel junior begründeten Dr.-Hans-Riegel-Stiftung im März 2017, sich an der Basisfinanzierung zu beteiligen, konnte der Fortbestand des Museums vorläufig gesichert werden. Nachdem ab 2020 die Neuausrichtung des Deutschen Museums Bonn auf den thematischen Fokus Künstliche Intelligenz erfolgte, wurden 2022 die ersten neu konzipierten Ausstellungsbereiche eröffnet. Weitere Umbaumaßnahmen im Zuge der Umgestaltung erfolgten 2024, wobei der größte Teil der bisher gezeigten Exponate abtransportiert wurde. Stand 2024 war vorgesehen, die Umgestaltung nach weiteren Bauphasen bis Ende 2025 abzuschließen. Ende 2024 wurde bekannt, dass das Land Nordrhein-Westfalen sich an der Finanzierung des Deutschen Museums Bonn beteiligt und somit dessen Existenz langfristig gesichert sei.

## Gebäude

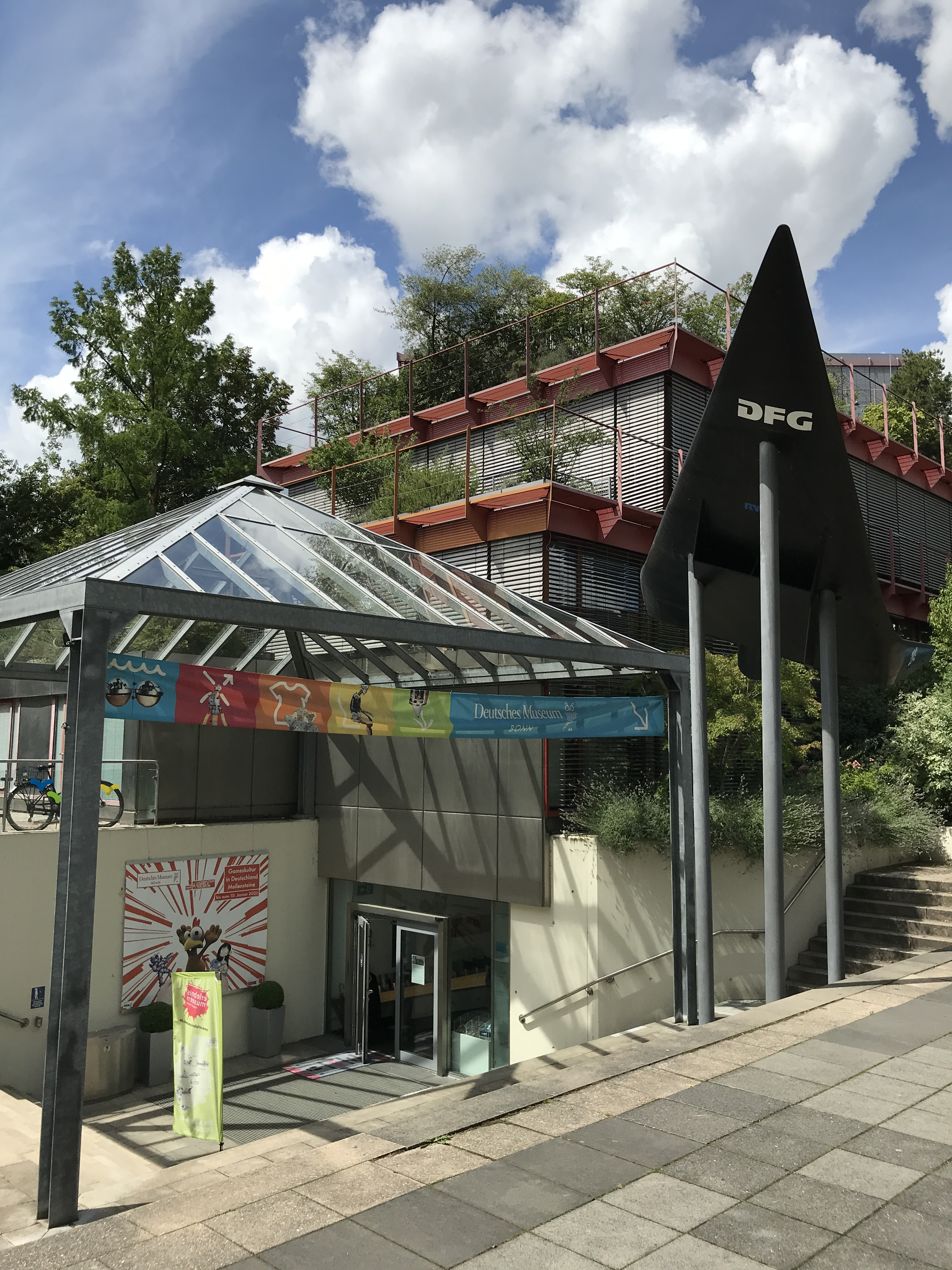
Eingang zum Deutschen Museum Bonn (2020)

Das Museum befindet sich im Wissenschaftszentrum Bonn, einem Gebäude von 1973. Genutzt werden zwei Etagen. Der Zugang erfolgt über eine seitliche Treppe in die Etage −1 und erstreckt sich in die Etage −2.

## Dauerausstellung bis zur Neukonzeption ab 2020
Anhand von circa 100 Exponaten wurde die Entwicklung der Forschung und Technik in Deutschland nach 1945 gezeigt. Größtes Exponat ist der Transrapid 06, der im Einsatz auf der Transrapid-Versuchsanlage Emsland war.
Mit den Exponaten wurde ein Einblick in die Arbeit und die Leistungen berühmter Wissenschaftler, Techniker und Erfinder vermittelt, darunter auch vieler Nobelpreisträger:
- Manfred Eigen – Impedanzmessbrücke einer Original Feldsprunganlage, mit der er und Leo de Maeyer Versuche zur Relaxation durchführten.
- Klaus von Klitzing – Chip mit Siliziumprobe, mit dem er im Hochfeld-Magnetlabor in Grenoble 1980 den Quanten-Hall-Effekt entdeckte.
- Georges J. F. Köhler – Sein Laborbuch zur Entdeckung der monoklonalen Antikörper.
- Rudolf Mößbauer – Mößbauer-Antriebe für die Mößbauerspektroskopie.
- Erwin Neher – Patch-Clamp-Meßplatz, an dem er und Bert Sakmann erstmals die Größe und die Dauer des Ionenstroms durch einzelne Kanäle in einer Zellmembran messen konnten.
- Wolfgang Paul – Nachbau eines Paulschen Ionenkäfigs.

Im Ausstellungsbereich gab es diverse Möglichkeiten, an praktischen Experimenten Physik im wahrsten Sinne des Wortes zu begreifen.
In der Experimentierküche bestand für Schulen und Geburtstagsfeiern die Möglichkeit, Workshops zu buchen, bei denen die Teilnehmer selber experimentieren durften und bei denen Chemie mit Hilfe von Alltagsgegenständen erklärt wurde.

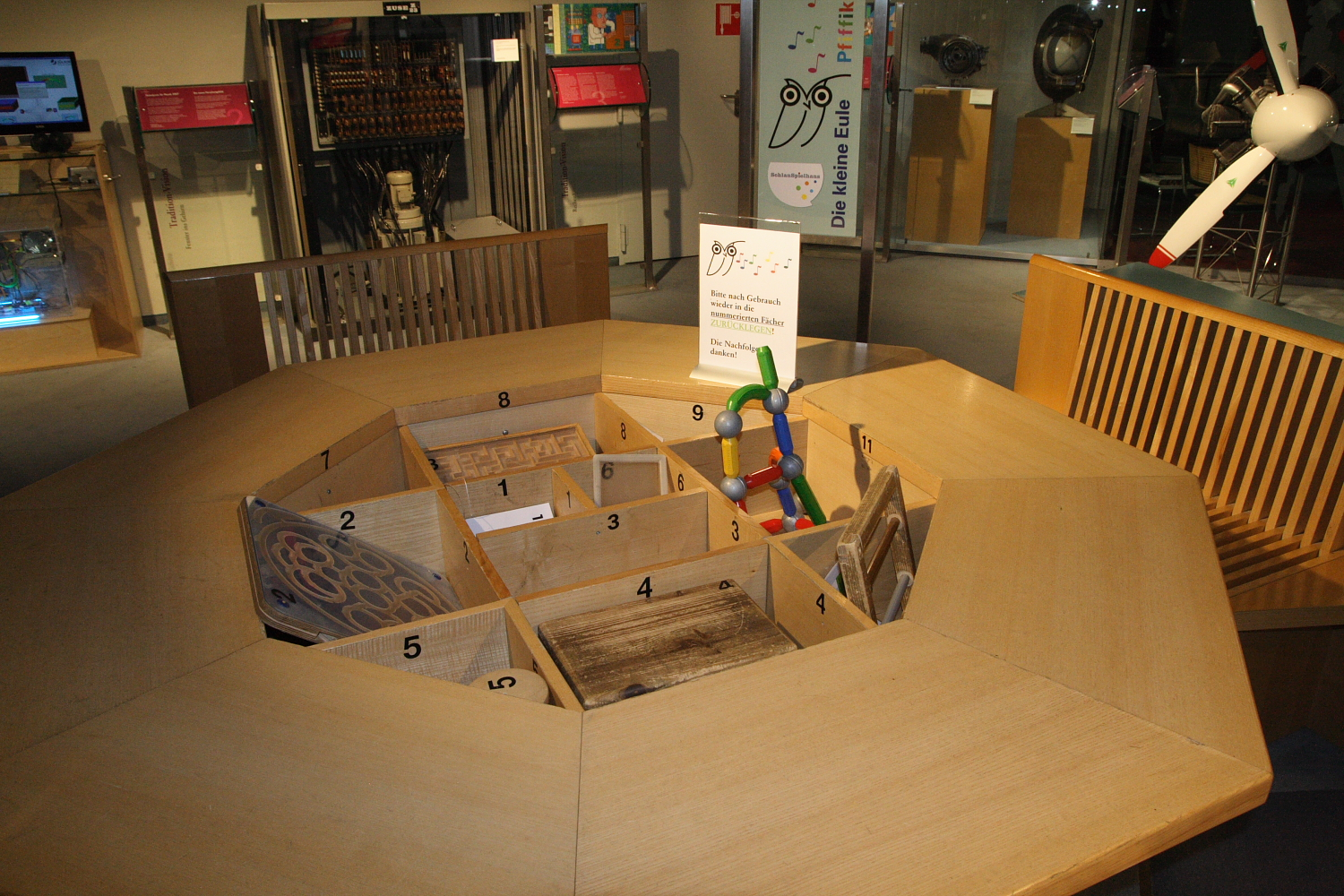
Experimentiertisch
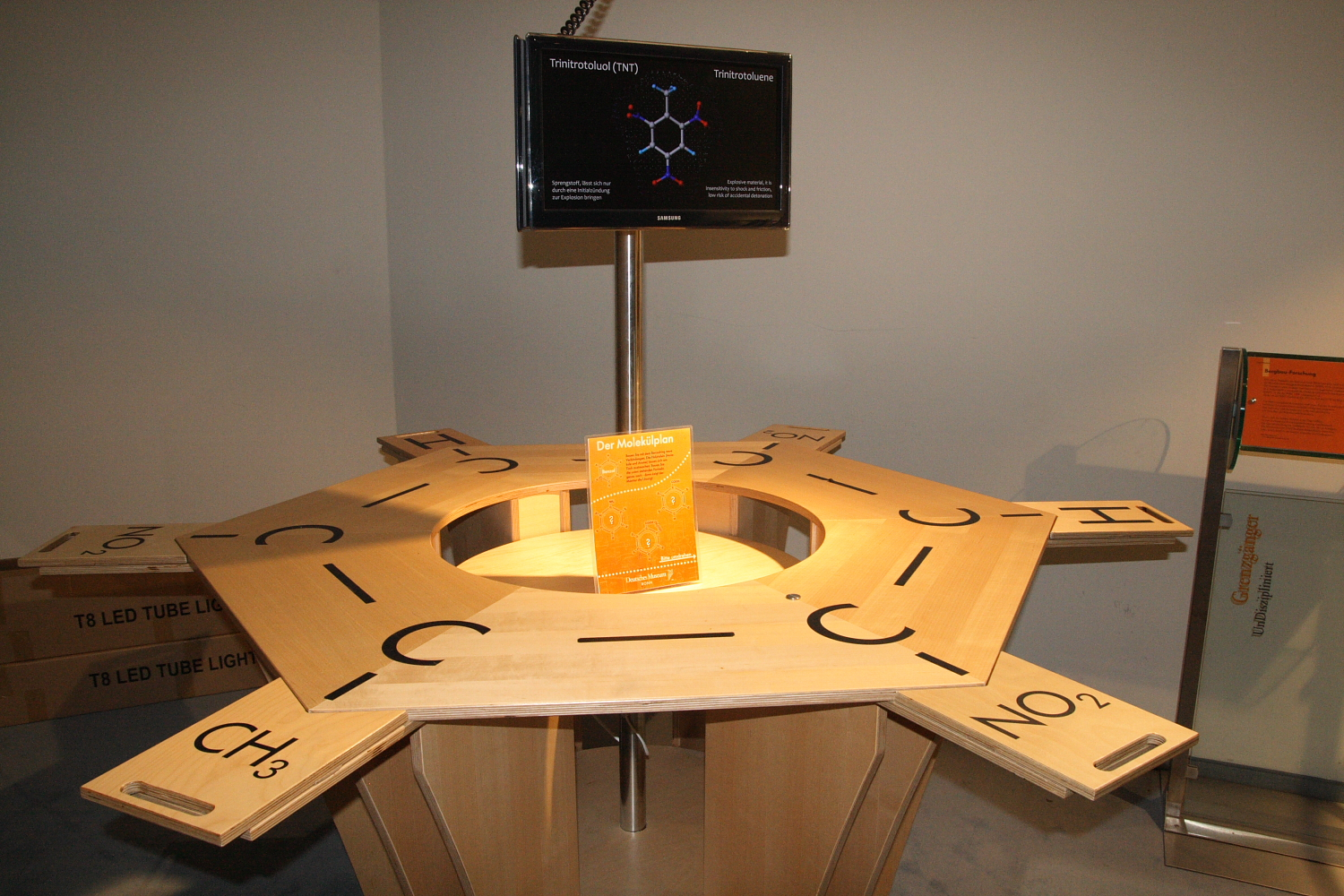
„Benzoltisch“ – dargestellt ist Trinitrotoluol
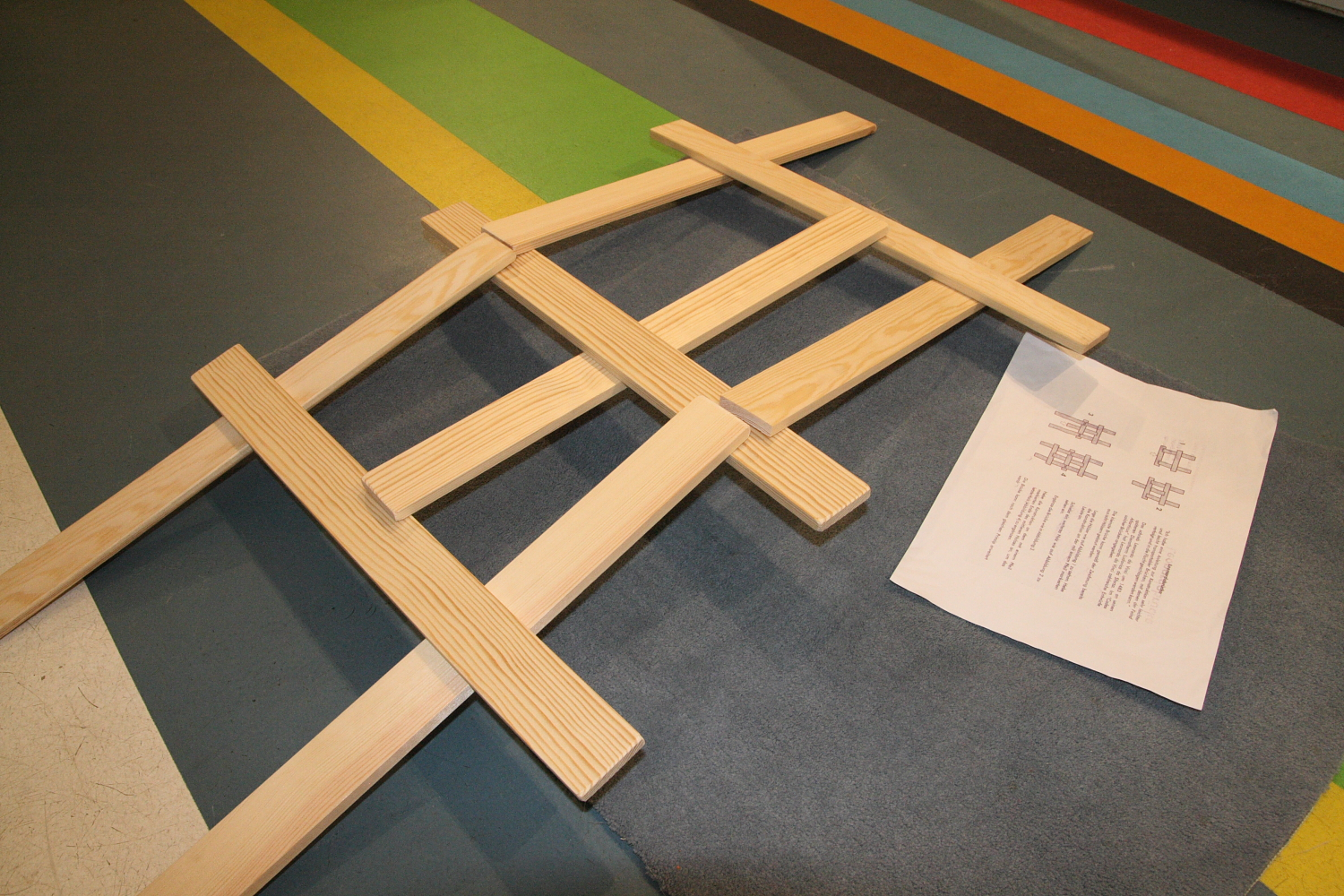
Leonardobrücke – Holzlatten ohne jede Befestigung
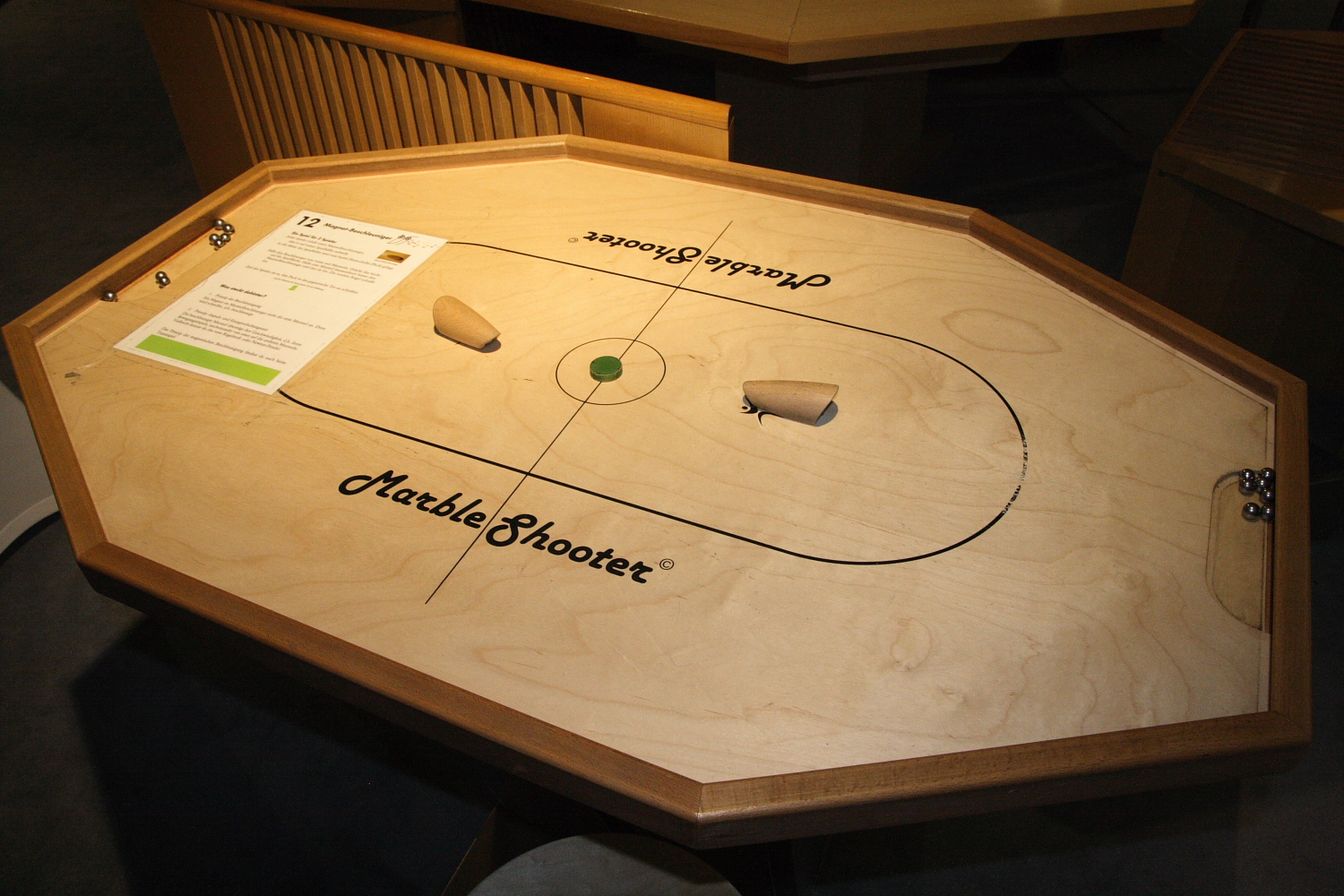
Spiel „Magnetbeschleuniger“
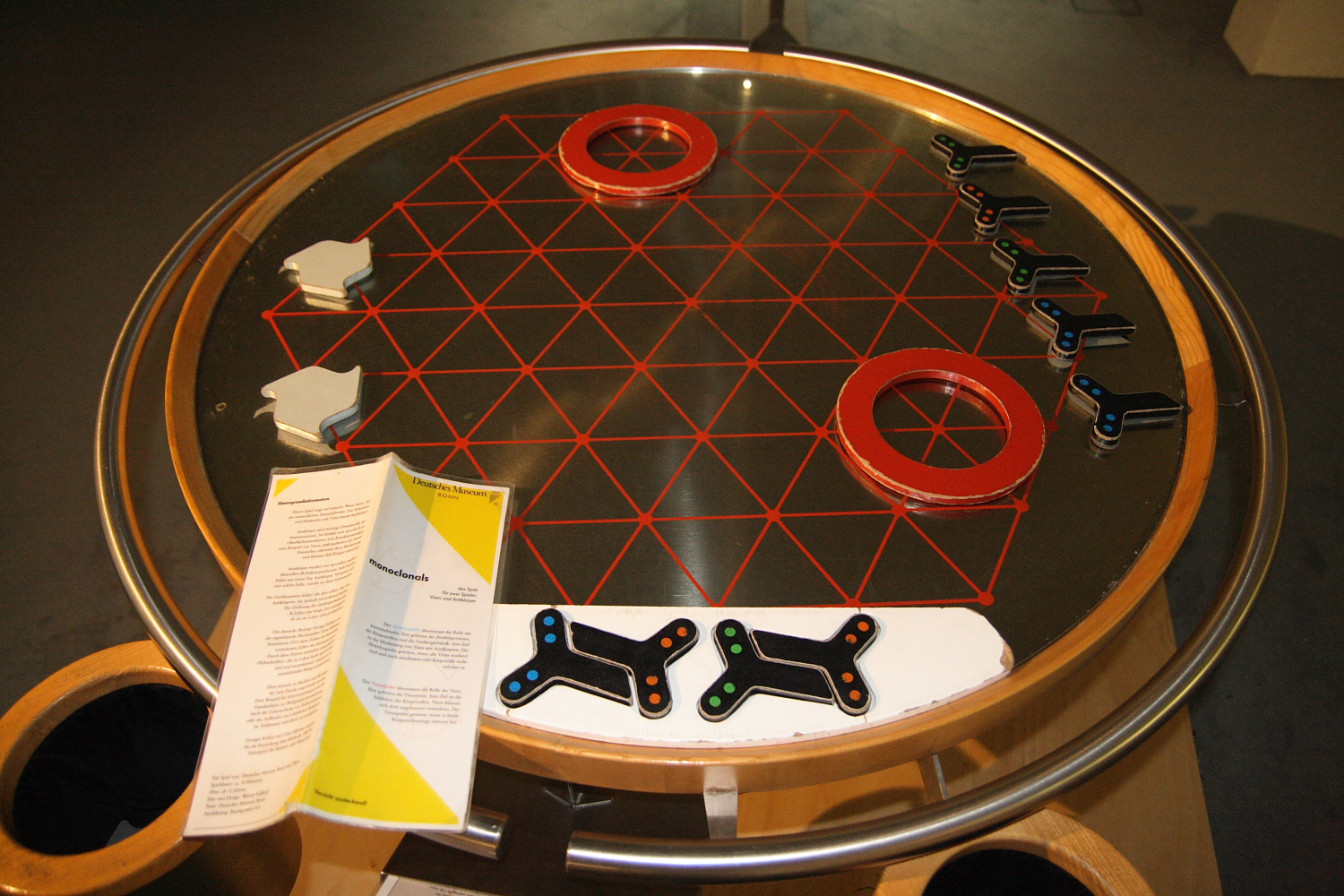
Spiel „monoclonals“ – Viren gegen Antigene

## Wechselnde Ausstellungen
Folgende Ausstellungen waren seit 2010 im Deutschen Mueseum Bonn zu sehen:
- Gast-Spiel aus dem Computerspielemuseum in Berlin: Gameskultur in Deutschland – Meilensteine, bis 10. Januar 2021.
- Bonner Durchmusterungen – Argelander und sein astronomisches Erbe. 8. Oktober 2009 bis 5. April 2010
- StromStärken. Energie für das 21. Jahrhundert, 2. Juni bis 24. Oktober 2010
- Leonardo da Vinci – Bewegende Erfindungen, 5. November 2010 bis 1. Mai 2011
- Kekulés Traum – Von der Benzolformel zum Bonner Chemiepalast, 14. Juli 2011 bis 26. Februar 2012
- Heinrich Hertz – Vom Funkensprung zur Radiowelle, 26. April 2012 bis 13. Januar 2013
- Wolfgang Paul – Der Teilchenfänger, 13. November 2013 bis 24. August 2014
- Effekthascherei, vom 23. April bis 4. Juli 2015
- Harter Stoff Carbon – Das Material der Zukunft, vom 1. September 2015 bis zum 29. Mai 2016
- Leonardo da Vinci – Bewegende Erfindungen, 14. Juni bis 14. August 2016
- MeerErleben – Die Erlebnisausstellung rund um Ozeane und Meeresforschung, seit dem 7. Oktober 2016 bis 23. April 2017
- Energiewende schaffen, ab 26. Oktober bis 9. November 2016